# فیض‌آباد (افغانستان)
فیض‌آباد (جوزگون‌دره، جوزان) مرکز ولایت بدخشان در شمال خاوری افغانستان است که در امتداد رود کوکچه شکل گرفته می‌باشد. این شهر در ارتفاع ۱٬۲۰۰ متری از سطح دریا واقع شده و نزدیک به ۵۰٬۰۰۰ نفر باشنده دارد.
جمعیت این شهر حدود ۴۵ هزار نفر می‌‌باشد. 
دره جوزگون مکان است که در آن درخت چهارمغز یا جوز فراوان است دارای بیست و چهار قریه میباشد قریه های آن سردره بالا، سردره پایان، چپ دره، ده محمد حسین ، مدریل، کولگهی بالا ، کولگهی پایان ، دیودره ، بازگران ، نوآباد ، ارغند دره ، دهشنه ، گزان ، خیرآباد ، مومن آباد ، چشمه بید ، یشی 
این منطقه که در قلب فیض آباد مرکز بدخشان قرار دارد مناطق نسبتا کوهستانی میباشد

## تاریخچه
فیض‌آباد سرزمینی باستانی با فراز و نشیب‌های تاریخی و جغرافیایی است که در بخشی از درهٔ کوکچه واقع شده و اخیراً بخش بالایی ولسوالی یفتل را به بافت شهری خود ضمیمه کرده‌است.
نام پیشین آن جوزان یا جوزگون‌دره بوده که به معنی شهر و محل گردو است. روزگاری میریار بیگ بدخشی خرقه‌ای را که گفته می‌شد از آن پیامبر اسلام است در راه سمرقند به هند به دست آورد و به ولایت بدخشان آورد که زیارتگاهی برای نگهداری این خرقه در این شهر ساخته شد و از آن پس نام جوزان از سال ۱۱۰۹ قمری، برابر با ۹۸–۱۶۹۷ میلادی به فیض‌آباد تغییر یافت. انتقال این خرقه به جوزگون دره در محرم ۱۱۰۹ ه‍.ق به وسیلهٔ شیخ محمد ضیا و شیخ محمد نیاز انجام شد.
در سال ۱۷۶۸ میلادی احمدشاه درانی خرقه را به قندهار برد و برای آن معبدی به نام خرقهٔ پیامبر بنا کرد.
فیض‌آباد در سال ۱۸۲۷ میلادی به دستور امیرنشین شهر کندز با خاک یکسان شد؛ به‌طوری که تا مدتی ولسوالی جُرم (گیلان) به عنوان مرکز ولایت بدخشان قرار گرفت. در سال ۳۹–۱۸۳۸ میلادی بازسازی فیض‌آباد آغاز شد و مرکز تجارت در سرتاسر بدخشان گردید. در گرداگرد این شهر، هفت دژ ساخته شده بود که مخروبه‌های بعضی از آن‌ها هنوز مشهود است.
در سال ۱۹۸۰ شوروی این شهر را تصرف کرده و در آن پادگان نظامی بزرگی بنا کرد.
مردم این شهر مردم آگاه، باعلم، بادانش بالا و باسرانه مطالعه بالا اند. دروازه مکاتب و دانشگاه های دولتی و خصوصی به روی دانش آموزان و دانشجویان در طول تاریخ باز بوده و امروز هم به همین گونه است.
اخیرا کتابی به نام تاریخ بدخشان افغانستان توسط یک تن از نویسندگان این دیار به اسم باری ضیا نوشته شده که تاریخ بدخشان خصوصا تاریخ شهر فیض آباد را می‌توان در آن یافت.

## اماکن دیدنی
از جای‌های تاریخی می‌توان به مجسمه‌هایی که در ماه پیش به کابل آورده شده اشاره کرد.

## سرشناسان
استاد برهان‌الدین ربانی رئیس‌جمهور پیشین افغانستان زادهٔ بخش یفتلِ شهر فیض‌آباد ولایت بدخشان است.